# Ryfast
Ryfast je sistem podmorskih predorov v okrožju Rogaland na Norveškem. Sistem predorov je del norveške državne ceste 13 in poteka med mestom Stavangerjem v občini Stavanger pod velikim fjordom in območjem Solbakk v občini Strand.
Prvi del, predor Ryfylke, je bil odprt za promet 30. decembra 2019. Preostali del povezave, Eiganestunnelen in predor Hundvåg, je bil odprt 22. aprila 2020.
Projekt Storting je bil sprejet 12. junija 2012 in se začel novembra 2012. Gradnja se je začela spomladi 2013, na obeh koncih najdaljšega predora pri Solbakku v občini Strand oziroma pri Hundvågu v občini Stavanger.
Ryfast je najdražji predor za vožnjo na Norveškem. Cena prevoza je od 1. 7. 2024 167 NOK v eno smer. Velik del stroškov plačajo cestnine. Od leta 2022 obstajata ločeni cestnini za predora Ryfylke in za predor Hundvåg. Gradnja projekta Ryfast je stala približno 8,1 milijarde kron.
Ryfast je nadomestil trajektno povezavo med Tauom in Stavangerjem ter skrajšal čas potovanja na zadevnem odseku s 50 na 25–30 minut. Projekt sestavljajo trije predori, pri čemer je proga med Hundvågom in središčem mesta Stavanger razbremenila središče mesta velikega dela tranzitnega prometa.
Ko je bil 26. oktobra 2017 izvrtan zadnji odsek, je Ryfast postal najdaljši podmorski cestni predor na svetu, saj je njegova dolžina 14,3 kilometra večja od Eysturoyartunnilina na Ferskih otokih z 11,2 kilometra, tokijskega Bay Tunnel na Japonskem na 9,6 kilometrih in šanghajski predor reke Jangce na 9 kilometrih na Kitajskem. Prav tako je trenutno najgloblji podvodni predor na svetu, ki doseže največjo globino 292 metrov pod morsko gladino.

## Ozadje in zgodovina
Okvir projekta je bil določen v Regionalnem načrtu okrožja za zemljišča in promet v Ryfylkeju 2002–2011. Zamisel o fiksni cestni povezavi med Ryfylkejem in Jærenom se je pojavila v 1970-ih, ko je bil predstavljen predlog SOLSTA, po katerem bi predor potekal neposredno med Tauom in središčem Stavangerja. Kasneje so se načrti preusmerili na gradnjo cevastega mostu čez Høgsfjorden. Koncept cevastega mostu je votla konstrukcija iz jekla in/ali betona z vzgonom, potopljenim in zasidranim v morskem dnu nekaj metrov pod morsko gladino. S takšno rešitvijo lahko ladijski promet poteka nemoteno. V 1980-ih in 1990-ih je bilo izvedenih več študij za prehode fjordov v Rogalandu s cevastim mostom.
Kot del priprave podpornega gradiva za odločitev o odobritvi projekta je Norveška uprava za javne ceste v sodelovanju s skupino zasebnih podjetij v letih 1995 in 1996 izvedla raziskovalno in razvojno delo. Leta 1998 se je okrožni svet Rogalanda strinjal z izvedbo projekta cevastega mostu. Vendar projektu ni bila dana osrednja prednostna naloga in v devetdesetih letih prejšnjega stoletja so bili zgrajeni podvodni cestni predori, kot sta predora Rennfast in Vigra–Ålesund. To je prispevalo k preučitvi drugih možnosti za povezavo okrožja Rogaland, kot je podvodni cestni predor od gosto poseljenih območij Tau in Jørpeland v občini Strand do Stavangerja.
Novembra 2009 je vodja projekta pri Norveški upravi za javne ceste, Tor Geir Espedal, za Teknisk Ukeblad povedal, da ni gotovo, ali so prometne številke projekta v okviru ciljne vrednosti (4000). Vendar pa se je po objavi nove analize RTM marca 2010 izkazalo, da so prometne številke trajnostne. Zato se je zdelo realistično obratovati s povprečnim letnim dnevnim prometom 4000, kot je bilo predvideno prej. Obseg prometa v predoru Ryfylke je bil leta 2024 približno 5700.

## Vsebina projekta
Načrti Norveške uprave za javne ceste za projekt Ryfast so vključevali gradnjo treh predorov, poleg izboljšav ceste Rv13 med Solbakkom in Sandom. V projekt je bil vključen tudi predor Eiganes na avtocesti E39, ki je bil zgrajen kot štiripasovna cesta in podaljšek avtoceste skozi Stavanger do okrožja Tasta.
- Predor Ryfylke, 14.400 metrov; Predor je zasnovan za 10.000 vozil na dan in je zgrajen z dvema krakoma in štirimi pasovi. Ustje na strani Ryfylke je približno 1 km severno od naselja Solbakk v občini Strand. V Stavangerju se predor Ryfylke izliva na otoku Hundvåg v občini Stavanger.. Ta predor je skrajšal čas potovanja med tradicionalnima okrožjema Severni Jæren in Ryfylke v sedanjem okrožju Rogaland.

Ryfylke je bil uradno odprt za promet opoldne 30. decembra 2019.
- Predor Hundvåg, 4500 metrov, poteka od mesta Stavanger do otoka Hundvåg, s povezavo do manjšega otoka Buøy. Ta predor je razbremenil zastoje na mestnem mostu Stavanger. Poleg tega, da bo prevozil promet iz Ryfylkeja proti Stavangerju, bo ta predor skupaj z Bybruo služil tudi kot povezava s celino za otok Hundvåg. Predor je zasnovan za 20.000 vozil na dan. Dnevno območje med predoroma Ryfylke in Hundvåg je dolgo med 250 in 300 metri, na voljo pa je veliko krožišče s povezavo z novim krožiščem na obvoznici Hundvåg. Predor Hundvåg se spušča v dveh krakih od Hundvåga proti severu, vendar z enim voznim pasom v vsako smer. Iz Buøya/Hundvågkrossena se klančine, obrnjene proti jugu, spustijo do ceste Rv13 v predoru in se združijo z obema krakoma, ki prihajata iz Hundvåga proti severu. Od tu predor poteka v dveh krakih in štirih pasovih pod fjordom, preden se poveže z Eiganestunnelen/E39.

Medtem ko je bil prvi del Hundvåga odprt za praznovanje decembra 2019, je bilo uradno odprtje za vozila prestavljeno na 22. april 2020 zaradi dodatnega tehničnega testiranja, ki je bilo upočasnjeno zaradi vpliva pandemije COVID-19 na Norveškem.
Sistem predorov Ryfast je bil zgrajen hkrati s 3700-metrskim predorom Eiganes, ki je bil zgrajen na podobnem izhodišču kot Hundvåg, pod mestom Stavanger, vendar ostane v (pod) mestu, namesto nadaljuje pod morjem. Predor Eiganes, tako kot predor Hundvåg, je bil odprt 22. aprila 2020.